# Christoph Heinrich Girbert
Christoph Heinrich Girbert (* 8. Juli 1751 in Fröhstockheim; † 1826 in Bayreuth) war Musiker und Musikpädagoge. Girbert wirkte als Theatermusikdirektor für die Markgrafen von Ansbach-Bayreuth.

## Leben und Wirken
Christoph Heinrich Girbert wurde am 8. Juli 1751 in Fröhstockheim geboren, das damals unmittelbar an den Einflussbereich der Markgrafen von Brandenburg-Ansbach angrenzte. Girbert arbeitete als Musiker und siedelte im Jahr 1769 nach Bayreuth in die Residenzstadt der Markgrafen von Ansbach-Bayreuth über. In der Folge stieg er innerhalb der Musikszene der Stadt auf. Im Jahr 1784 wurde Girbert Musikdirektor an der Schmidt’schen Hof-Schauspieler-Gesellschaft der markgräflich-ansbach’schen und bayreuth’schen Lande.
Mit der Gesellschaft reiste Girbert in den folgenden Jahren zu Auftritten nach Nürnberg, Salzburg, Passau und anderen Orten. 1785 kehrte er nach Bayreuth zurück. Girbert wirkte in den folgenden Jahren, neben seiner Tätigkeit als Musikdirektor, als Privatmusiklehrer und Klaviermeister. Er komponierte auch für das markgräfliche Opernhaus, vor allem Operetten, und trat im Theaterleben der Stadt mehrfach hervor. Christoph Heinrich Girbert starb im Jahr 1826 in Bayreuth.

## Werke (Auswahl)
Girberts Werke haben sich nicht erhalten. Zu Beginn des 20. Jahrhunderts führte der Musikhistoriker Robert Eitner in Königsberg noch mehrere Stücke von ihm auf, darunter Sinfonien, Quartette und Sonaten. Darunter war auch die Arie Wenn ihr alles gethan habt für einen Chor. Im Jahr 1811 sind noch mehrere Klaviersonaten in Manuskript nachzuweisen. Girbert war vor allem als Klaviervirtuose bekannt, weshalb er wohl auch die Mehrzahl der Stücke für dieses Instrument schrieb.